# راینر هولمن
راینر هولمن (آلمانی: Reiner Hollmann؛ زادهٔ ۳۰ سپتامبر ۱۹۴۹) یک مربی فوتبال اهل آلمان است.
از باشگاه‌هایی که در آن بازی کرده‌است می‌توان به باشگاه فوتبال آینتراخت براونشوایگ و تیم ملی فوتبال زیر ۲۳ سال آلمان اشاره کرد.
وی همچنین در تیم‌های ملی فوتبال West Germany Amateur West Germany B بازی کرده‌است.